# Мебельное производство
Мебельное производство — сфера деятельности человека, направленная на производство мебели.
Мебель может изготовляться как кустарным, так и промышленным способом.
Производство мебели является наиболее проблемным из всех известных видов производственных процессов, в связи с тем, что в большинстве случаев невозможно продавать (производить) только лишь серийные изделия. Оно оснащено оборудованием, предназначенным для выполнения как узкоспециальных, так и широкого применения технологических операций - как правило, дорогостоящим и крупногабаритным, потребляющим большое количество электроэнергии.

## Используемые материалы
- Природный камень

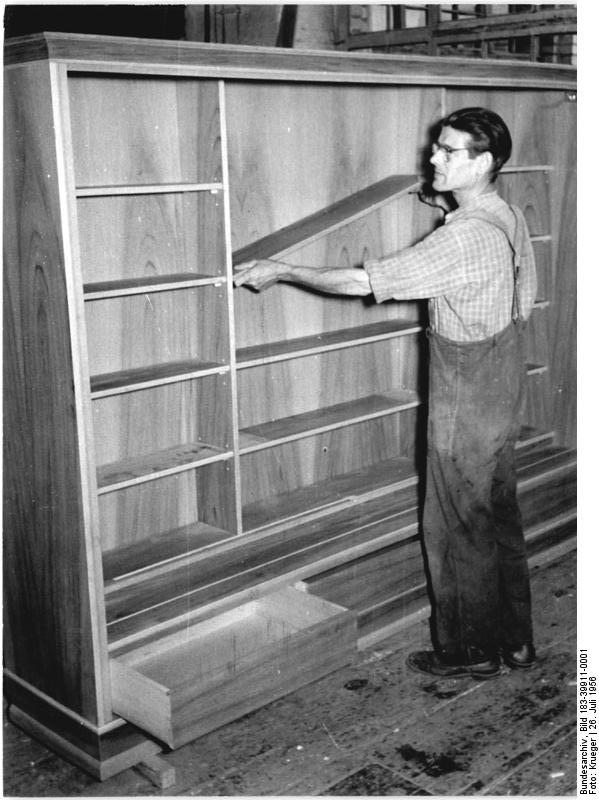
Сборка мебели

- Натуральное дерево (натуральная древесина) — для т.н. "мебели из массива" 
  - Доска (цельный массив)
  - Мебельный щит, брусок (клеенный массив)
- ДСтП
- ДСП — ЛДСП
- ДВП
- МДФ
- Металл
- ПВХ
- Пластик
- Стекло
- Зеркало
- Тамбурат
- Обивочные материалы
- Искусственный камень
- Фанера
- Холлофайбер

## Оборудование

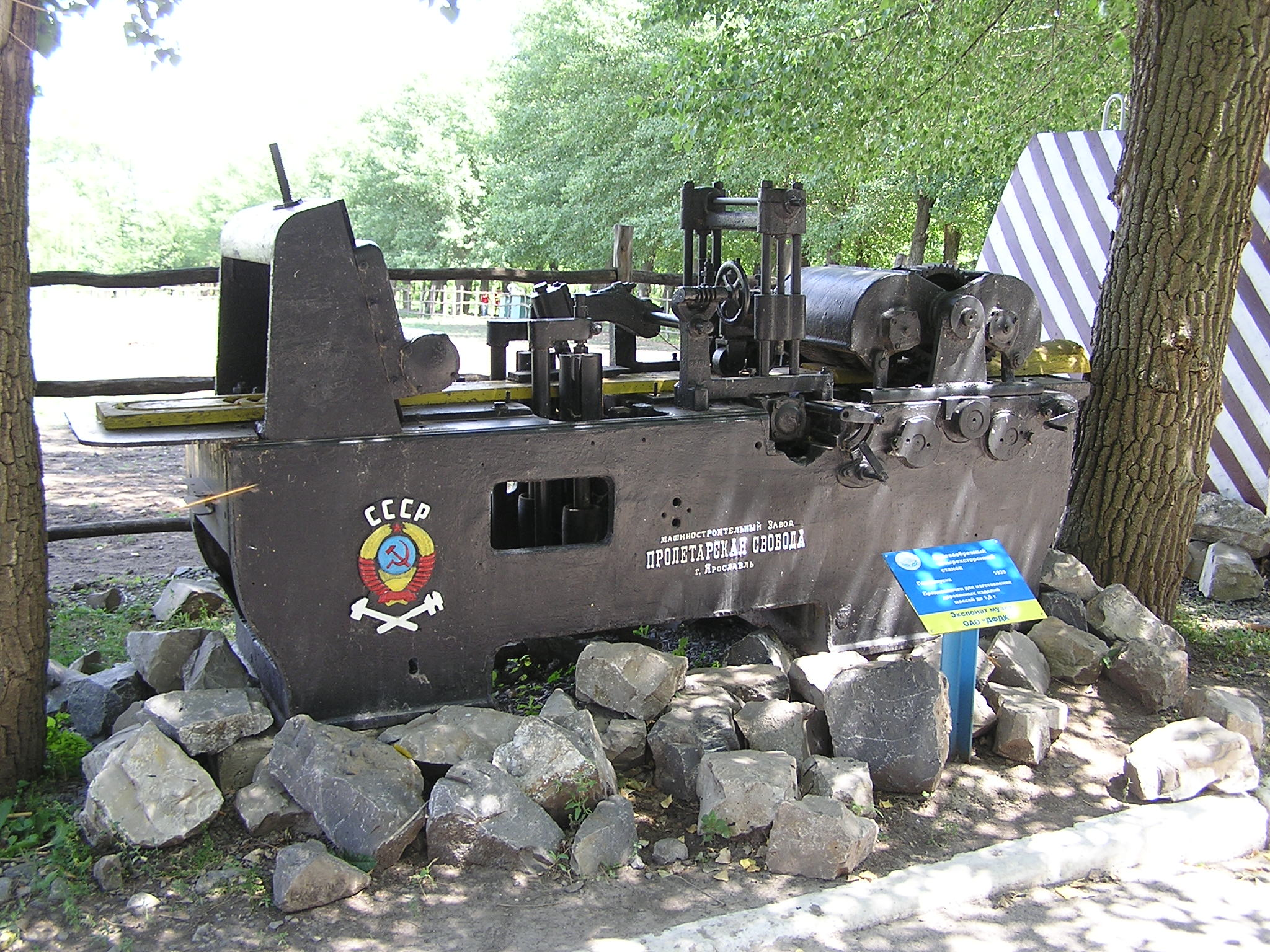
Деревообрезной станок 1939 года выпуска

### Станки форматно-раскроечные

Форматно-раскроечный станок

Форматно-раскроечные станки являются одним из самых распространённых видов оборудования в мебельных цехах и используются для раскроя листовых материалов. С их помощью раскраивают листовые материалы как в продольном и поперечном направлении, так и под определённым углом. Форматно-раскроечные станки могут быть вертикального и горизонтального типа, что определяется позиционированием на рабочем столе раскраиваемой заготовки. Операция распила ДСП осуществляется посредством дисковой пилы. Плоскость дисковых пил на некоторых моделях может менять позицию от 90 до 45 градусов по отношению к плоскости рабочего стола.

### Станки кромко-облицовочные
Кромко-облицовочные станки предназначены для отделки края мебельных щитов специальным кромочным материалом из шпона, ПВХ. Кромку меламин в современном производстве применяют крайне редко, так как она рассчитана на применение ручного инструмента - что в свою очередь замедляет процесс производства и снижает качество. Для облицовки прямолинейных, криволинейных и скошенных торцов детали требуются различные модификации оборудования.

### Мебельный пресс
Мебельный пресс предназначен для облицовки термопластичной плёнкой и шпоном плоских поверхностей мебельных щитов и панелей из ДСП, МДФ, ДВП и фанеры. Существуют модификации мебельных прессов, посредством которых изготавливаются клеёные мебельные щиты из массива.

### Станки фрезерно-копировальные
Фрезерно-копировальные станки рассчитаны на проведение различных фрезерных операций с ручной подачей; для выбора пазов, проушин и шипов в длинных и коротких деталях посредством специальной шипорезной каретки; для фрезерования фасонных деталей в соответствии с имеющимся шаблоном.

### Станки сверлильно-присадочные
Сверлильно-присадочные станки являются незаменимым оборудованием при сверлении отверстий всех типов в плоскостях и торцах.

### Обрабатывающие центры с ЧПУ
Обрабатывающие центры с ЧПУ — наиболее востребованное оборудование в цехах мебельных производств. Предназначено для фрезеровальных, гравировальных и сверлильных операций. Посредством концевых фрез и в полном соответствии с программой, на станках с ЧПУ заготовки из дерева, пластика и МДФ превращаются в сложные декоративные элементы, филёнчатые вставки и другие мебельные аксессуары любой степени сложности.

### Станки калибровально-шлифовальные
Калибровально-шлифовальные станки являются оборудованием для финишной отделки заготовок из массива и мебельных щитов. Белое шлифование заготовок и щитов осуществляется с помощью специальных шлифовальных лент, имеющих разную степень зернистости.